# Kocsola
Kocsola ist eine ungarische Gemeinde im Kreis Dombóvár im Komitat Tolna.

## Geografische Lage
Kocsola liegt ungefähr 17 Kilometer nordöstlich der Kreisstadt Dombóvár, an dem kleinen Fluss Cser alja-patak. Nachbargemeinden sind Dalmand, Szakcs und Nagykónyi.

## Gemeindepartnerschaft
- Hainrode (Bleicherode), Ortsteil der Stadt Bleicherode, Deutschland, seit 2013

## Sehenswürdigkeiten
- Géza-Samu-Büste, erschaffen von János Kerpács
- Nepumuki-Szent-János-Statue (Nepumuki Szent János-szobor)
- Römisch-katholische Kirche Szent Anna, erbaut 1783 (Barock)
- Römisch-katholische Kapelle Szűz Mária, erbaut 1753, restauriert 2009
- Szentháromság-Säule, erschaffen 1911
- Szent-Vendel-Statue (Szent Vendel-szobor) aus dem Jahr 1905

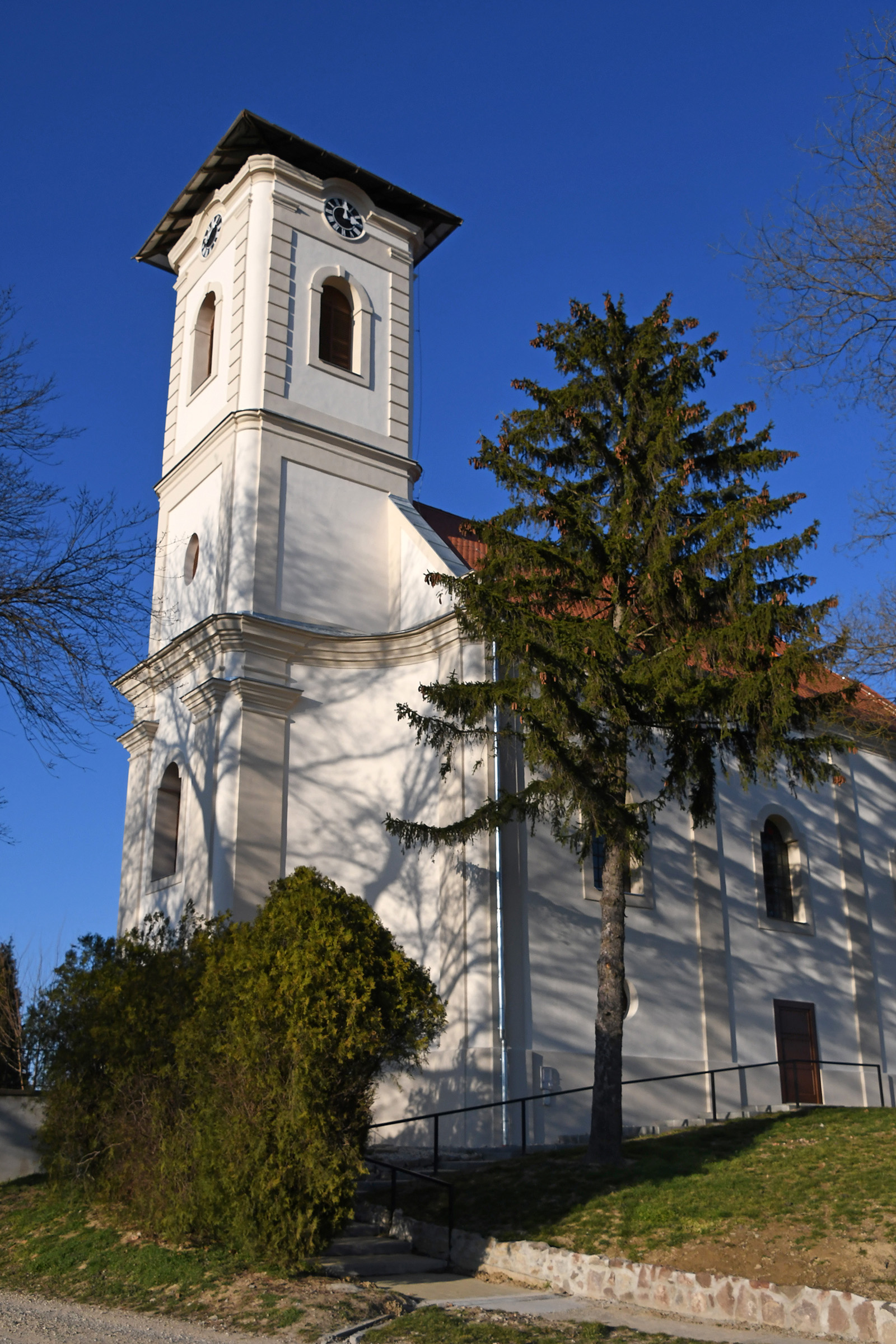
Römisch-katholische Kirche Szent Anna
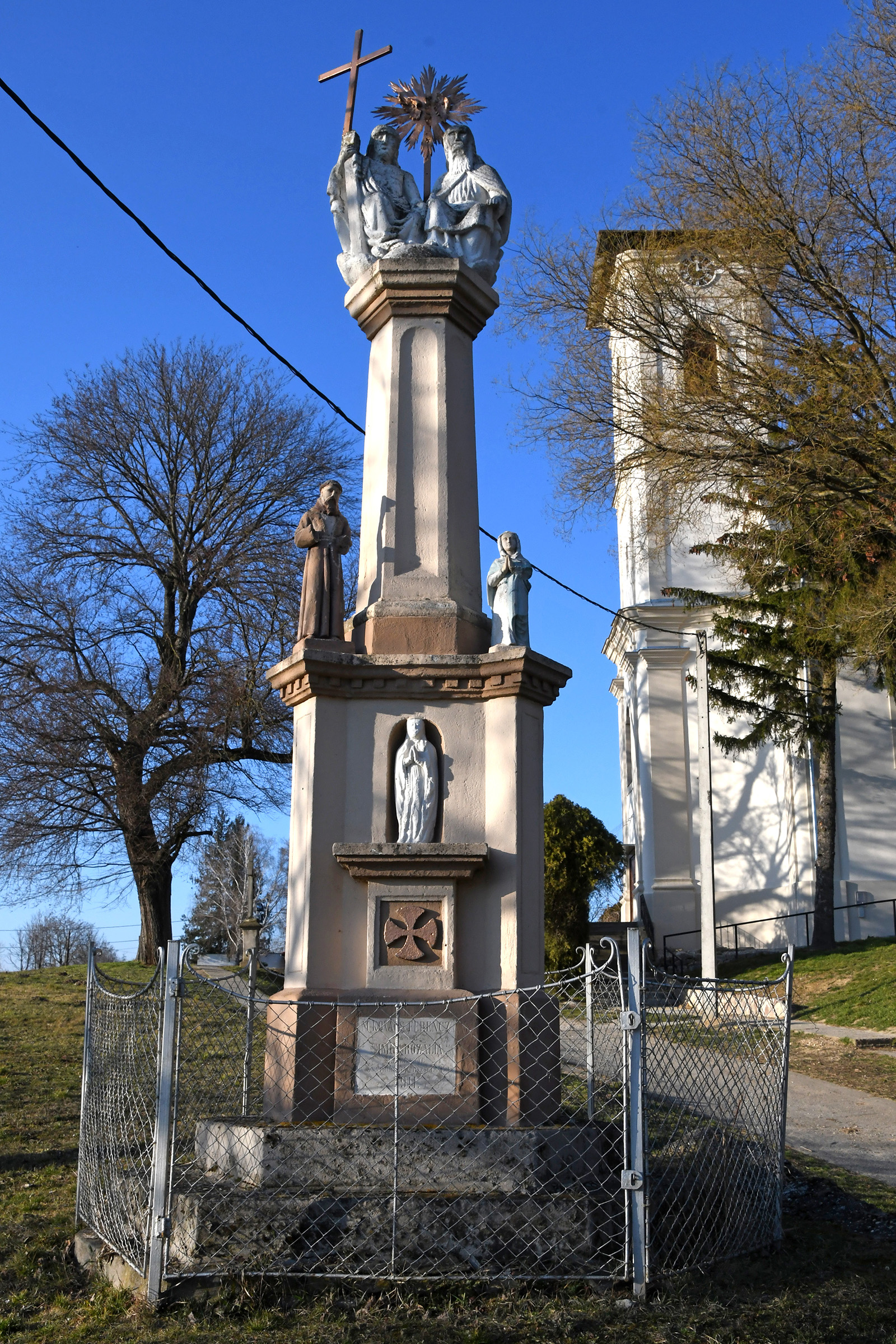
Szentháromság-Säule
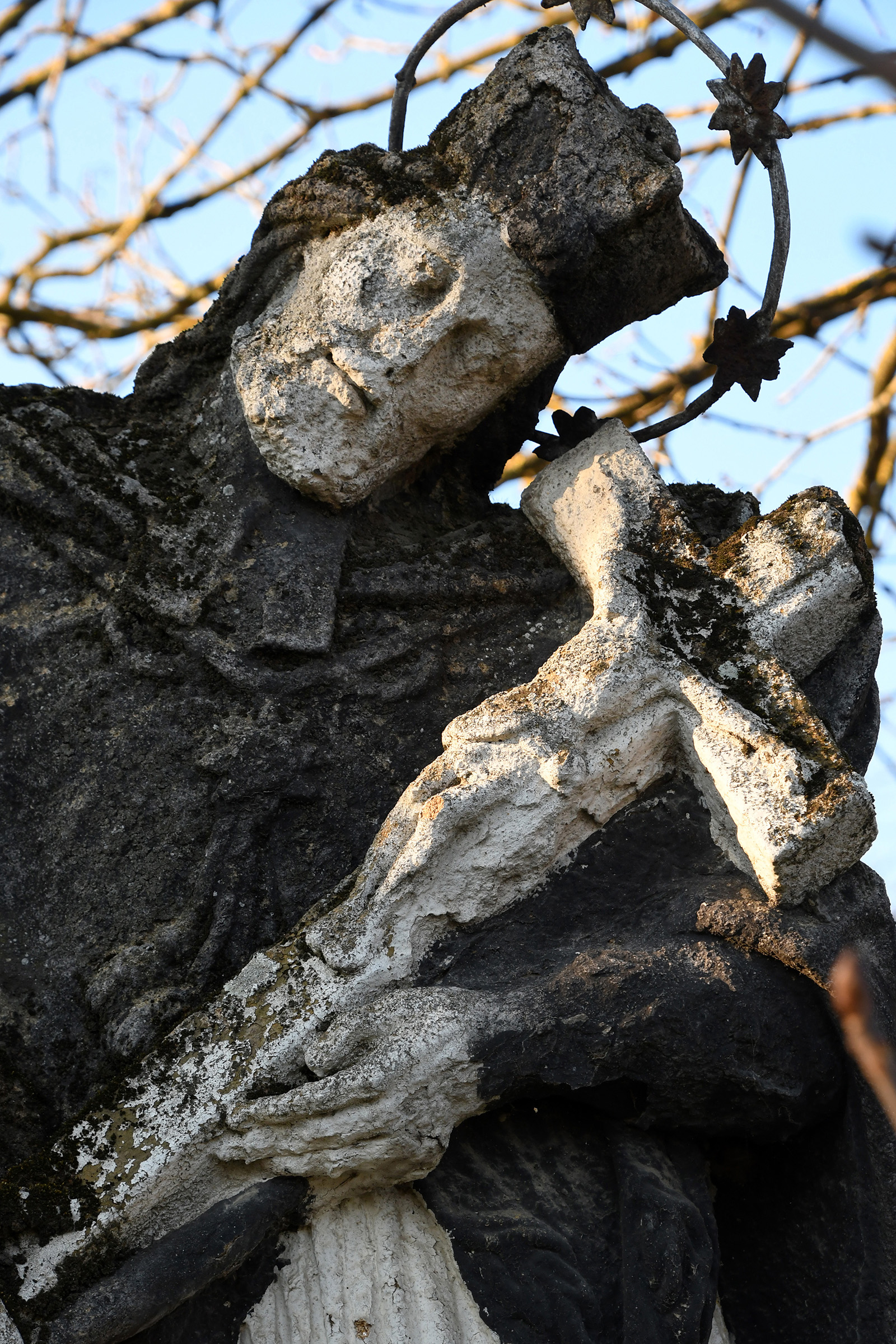
Nepumuki-Szent-János-Statue

## Verkehr
Die Gemeinde liegt an der Hauptstraße Nr. 61 zwischen Tamási und Dombóvár. Der nächstgelegene Bahnhof befindet sich in Dombóvár.